# Nemertopsis tenuis
Nemertopsis tenuis är en djurart som tillhör fylumet slemmaskar, och som beskrevs av Heinrich Bürger 1895. Enligt Catalogue of Life ingår Nemertopsis tenuis i släktet Nemertopsis och familjen Emplectonematidae, men enligt Dyntaxa är tillhörigheten istället släktet Nemertopsis, och ordningen Hoplonemertea. Det är osäkert om arten förekommer i Sverige. Inga underarter finns listade i Catalogue of Life.